# Lamont Bentley
Lamont Bentley, född 25 oktober 1973 i Milwaukee, Wisconsin, USA, död 19 januari 2005 i Ventura County, Kalifornien var en amerikansk skådespelare och rappare.
Bentley är kanske mest känd som Hakeem Campbell i TV-serien Moesha och från seriens spin-off, The Parkers.
Bentley omkom i en bilolycka i södra Kalifornien, 31 år gammal.